# Gordon Bennett Trophy (vliegtuigen)

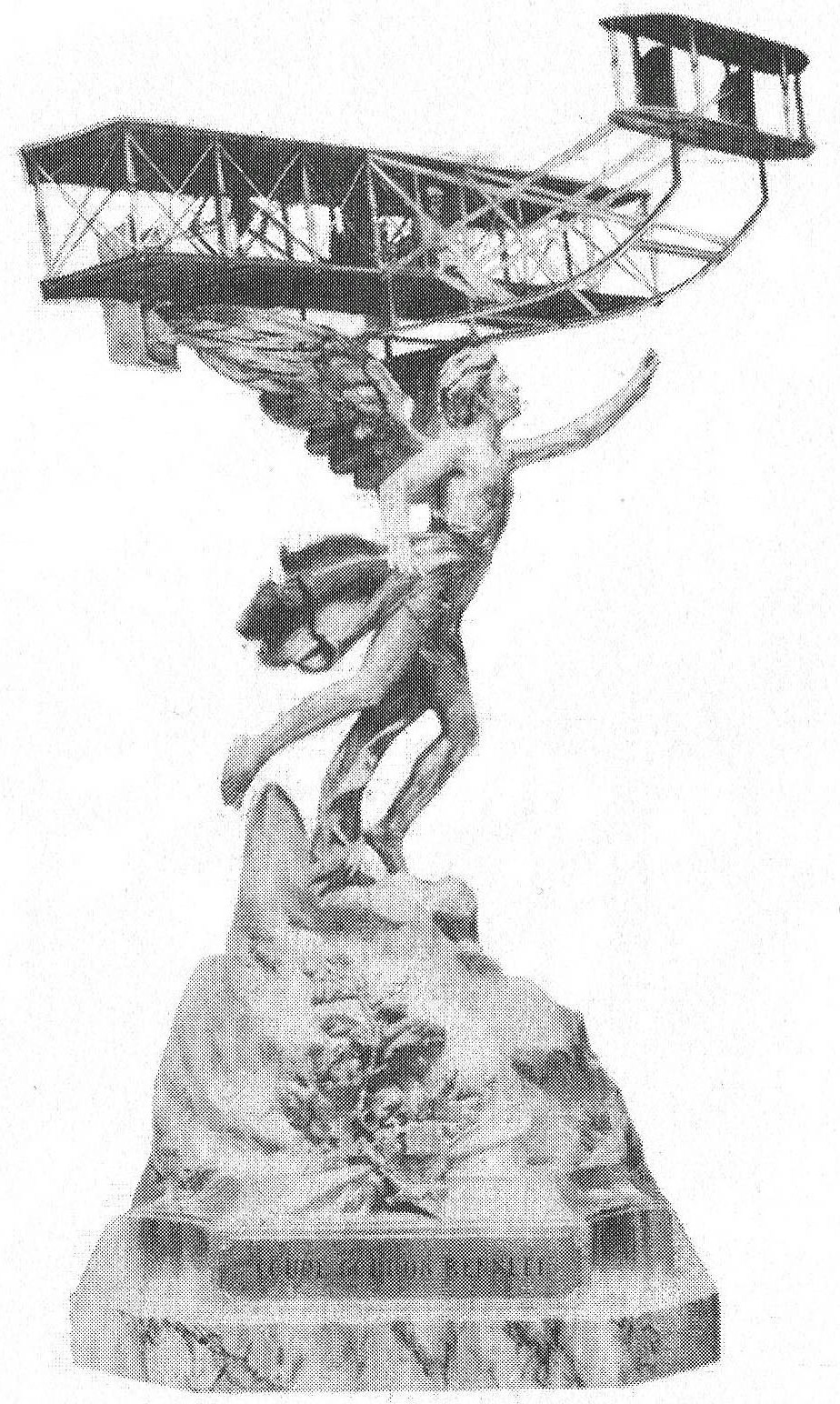
Gordon Bennett Aviation Trophy

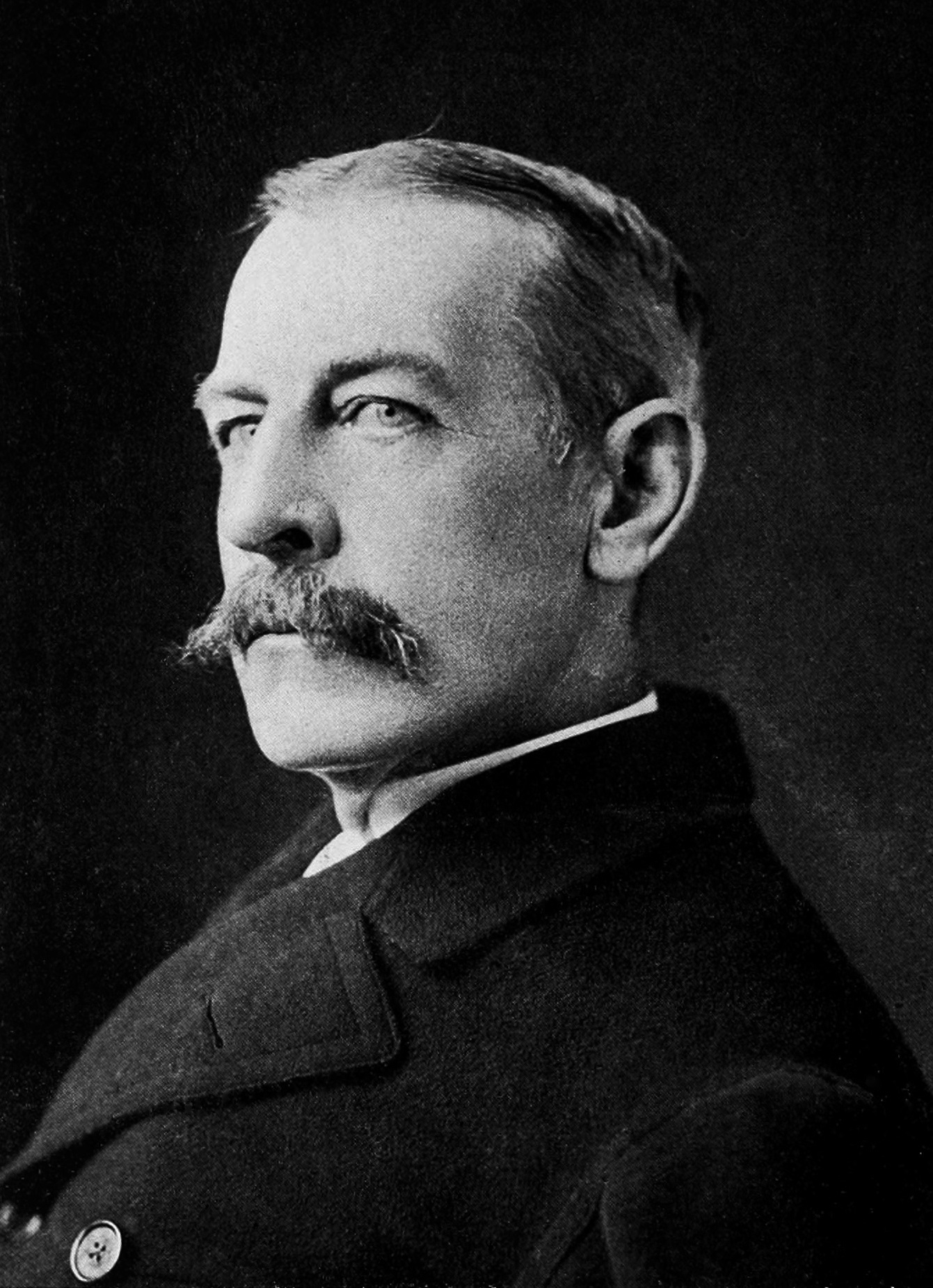
James Gordon Bennett, Jr.

De Gordon Bennett Aviation Trophy is een internationale luchtrace die jaarlijks werd gehouden tussen 1909 en 1920. De bedenker en sponsor van dit evenement was de Amerikaanse uitgever James Gordon Bennett jr. (1841-1918). Gordon Bennett was ook de naamgever van een autorace en een ballonvaart wedstrijd.
De regels van de race waren dezelfde als de Schneider Trophy. Het land dat de laatste race heeft gewonnen organiseert zelf de volgende race. En het land dat de race driemaal achtereenvolgend heeft gewonnen mag de trofee behouden. Zodoende kwam de Gordon Bennett Trophy na Joseph Sadi-Lecointe’s overwinning in 1920 permanent in handen van de Aéro-Club de France.
Ieder land mocht aan de wedstrijd meedoen met drie equipes. De eerste wedstrijd werd in 1909 gehouden in Reims (Frankrijk) als onderdeel van de Grande Semaine d'Aviation. De wedstrijd was geen directe race, maar (net als de volgende edities) een tijdrace met een individuele start. Omdat de vliegtuigen ieder jaar sneller en betrouwbaarder werden, werd ook de af te leggen afstand ieder jaar langer. De laatste race in 1920 werd gehouden over totaal 300 km, heen en weer gevlogen tussen twee punten die 50 km uit elkaar lagen. De vliegenier Joseph Sadi-Lecointe won de 1920 editie in een tijd van 1 uur, 6 minuten en 17,2 seconden, met een gemiddelde snelheid van 271,55 km/u.

## Competitie winnaars
| Jaar | Locatie                    | Winnende piloot           | Vliegtuig type                    | Afstand | Tijd              | Snelheid    |
| ---- | -------------------------- | ------------------------- | --------------------------------- | ------- | ----------------- | ----------- |
| 1909 | Reims, Frankrijk           | Glenn Curtiss (VS)        | Curtiss No. 2                     | 20 km   | 15 min 50,6 s     | 75,27 km/u  |
| 1910 | Belmont Park, New York, VS | Claude Grahame-White (GB) | Blériot XI                        | 100 km  | 1 u 1 min 4,74 s  | 98,23 km/u  |
| 1911 | Eastchurch, Engeland       | Charles Weymann (VS)      | Nieuport II                       | 150 km  | 1 u 11 min 36,2 s | 125,69 km/u |
| 1912 | Clearing, Illinois, VS     | Jules Védrines (FR)       | Deperdussin 1912 Racing Monoplane | 200 km  | 1 u 10 min 56 s   | 169,7 km/u  |
| 1913 | Reims, Frankrijk           | Maurice Prevost (FR)      | Deperdussin Monocoque             | 200 km  | 59 min 45,6 s     | 200,8 km/u  |
| 1920 | Orléans/Étampes, Frankrijk | Joseph Sadi-Lecointe (FR) | Nieuport-Delage NiD 29            | 300 km  | 1 u 6 min 17,2 s  | 271,55 km/u |

Wegens de Eerste Wereldoorlog werden er tussen 1914 en 1919 geen wedstrijden georganiseerd. Vanwege de overwinning van de Fransman Maurice Prevost in 1913 was het organiserende land in 1920 wederom Frankrijk.